# Benzonitril
Benzonitril is een organische verbinding die bestaat uit een benzeenring verbonden met een nitrilgroep. Het is een kleurloze vloeistof met een geur van amandelen. Het is weinig oplosbaar in water, maar volledig in organische oplosmiddelen zoals aceton, benzeen, chloroform of ethylacetaat. Benzonitril is de eerste precursor van aromatische koolwaterstoffen die is gevonden in de interstellaire ruimte.

## Synthese
Benzonitril kan bereid worden door de ammoxidatie van tolueen: dit is de reactie van tolueen met ammoniak en zuurstof in de gasfase bij 450-500 °C.  Als katalysator wordt een mengsel van twee of meer oxiden van metalen zoals vanadium, chroom, molybdeen en antimoon gebruikt.
Benzonitril wordt ook gevormd door de reactie van benzeen of bifenyl met waterstofcyanide (HCN) op hoge temperatuur in de gasfase.
Andere mogelijkheden zijn de reactie van benzoëzuur met ureum bij 220-240 °C, de dehydratie van benzamide of de reactie van natriumcyanide met broombenzeen.

## Toepassingen
Benzonitril is geschikt als oplosmiddel voor vele organische en anorganische materialen, waaronder sommige polymeren. Het wordt echter vooral gebruikt voor de synthese van andere verbindingen. Door hydrolyse kan het omgezet worden in benzoëzuur of benzamide. De reductie met waterstofgas geeft benzylamine.
Van commercieel belang is de reactie met dicyaandiamide tot benzoguanamine (2,4-diamino-6-fenyl-1,3,5-triazine). Dit is een derivaat van melamine dat gebruikt wordt bij de synthese van kunstharsen. Het kan samen met melamine en formaldehyde reageren tot thermohardende kunstharsen, die in vergelijking met puur melamineformaldehyde beter bestand zijn tegen vlekken.